# Palacio de Senaquerib

Plano del complejo arquitectónico de la colina de Kukunjik, en Nínive, donde aparece el palacio Sudoccidental.

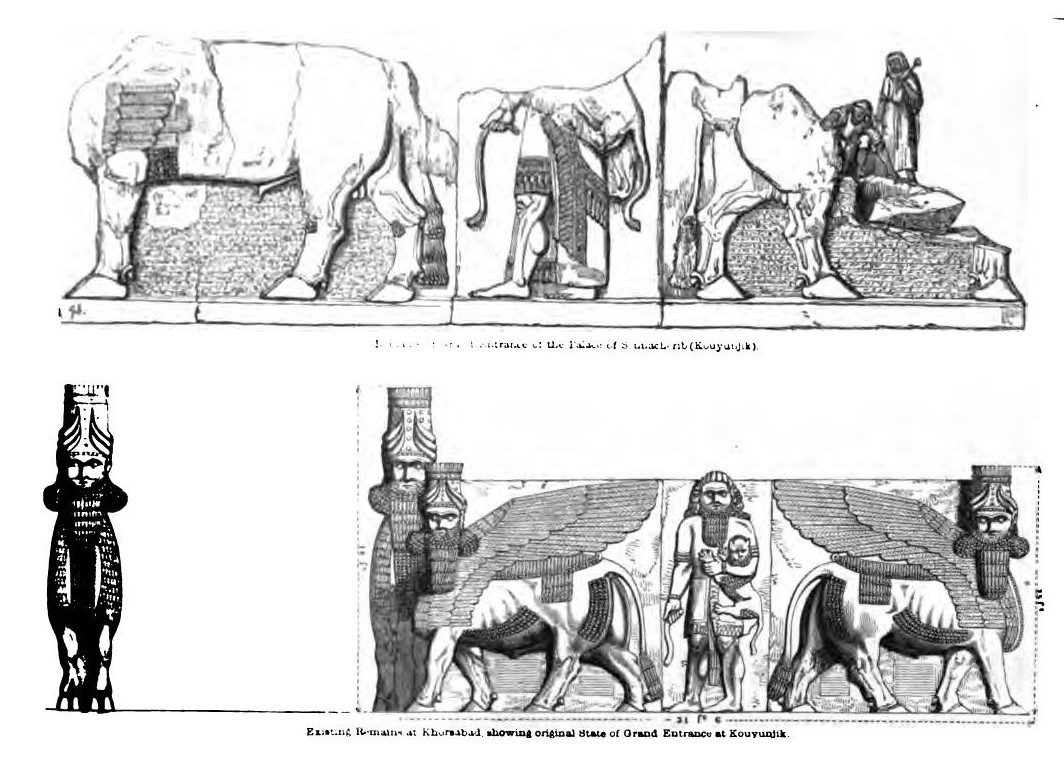
Entrada principal del palacio de Senaquerib en la colina de colina de Kuyunjik; arriba: restos de la fachada y la entrada principal del palacio, abajo: entrada principal reconstruida basada en las figuras de Botta (izquierda) de Jorsabad (Hércules estrangulando a un león en el medio).

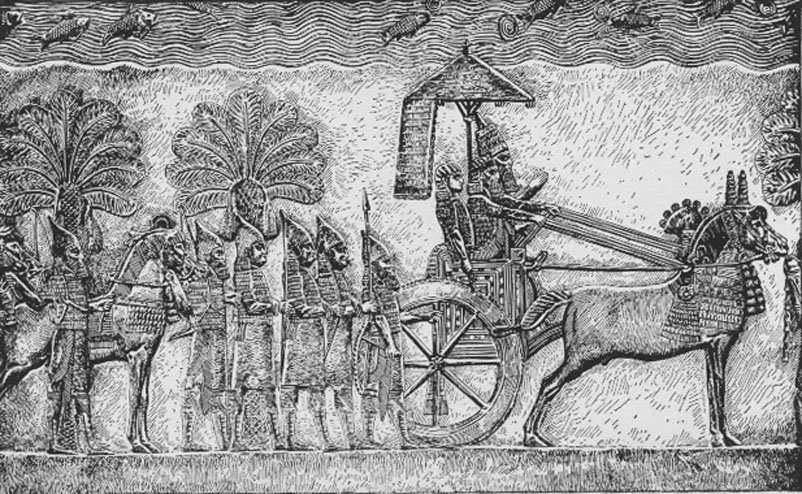
Senaquerib durante su campaña en Babilonia. Relieve en su palacio.

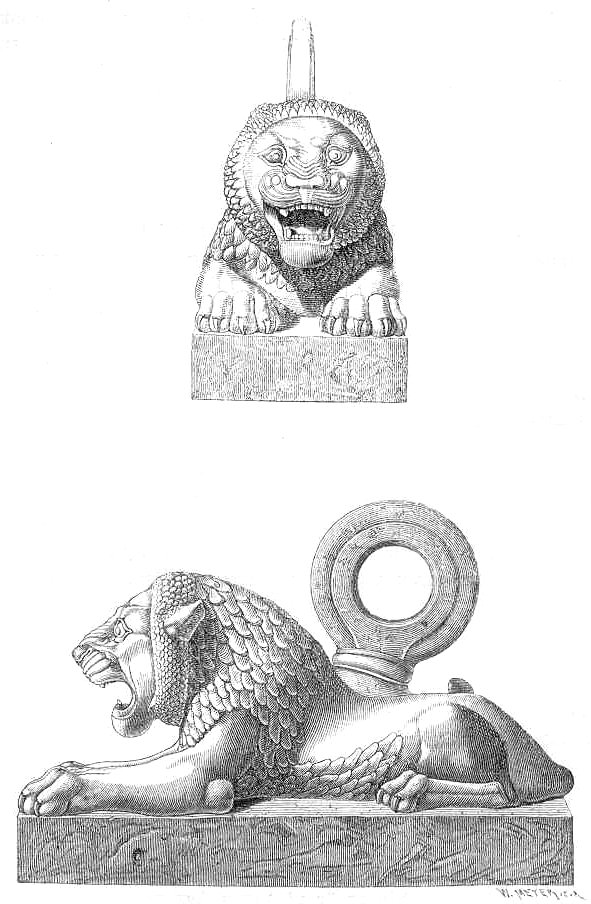
León de bronce (Nínive).

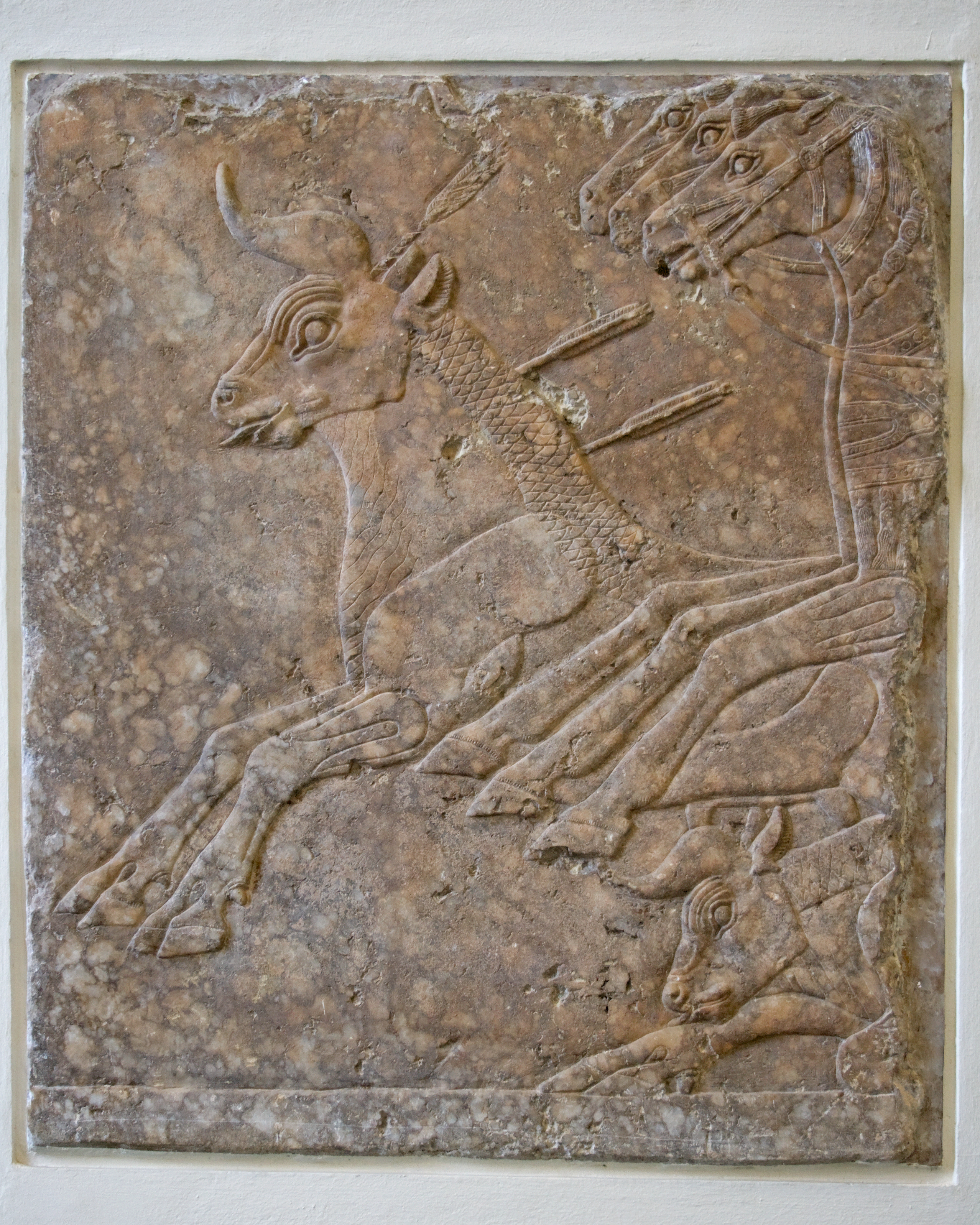
Relieve de escena de caza en alabastro del palacio, c. 695 a. C. Museo de Pérgamo.

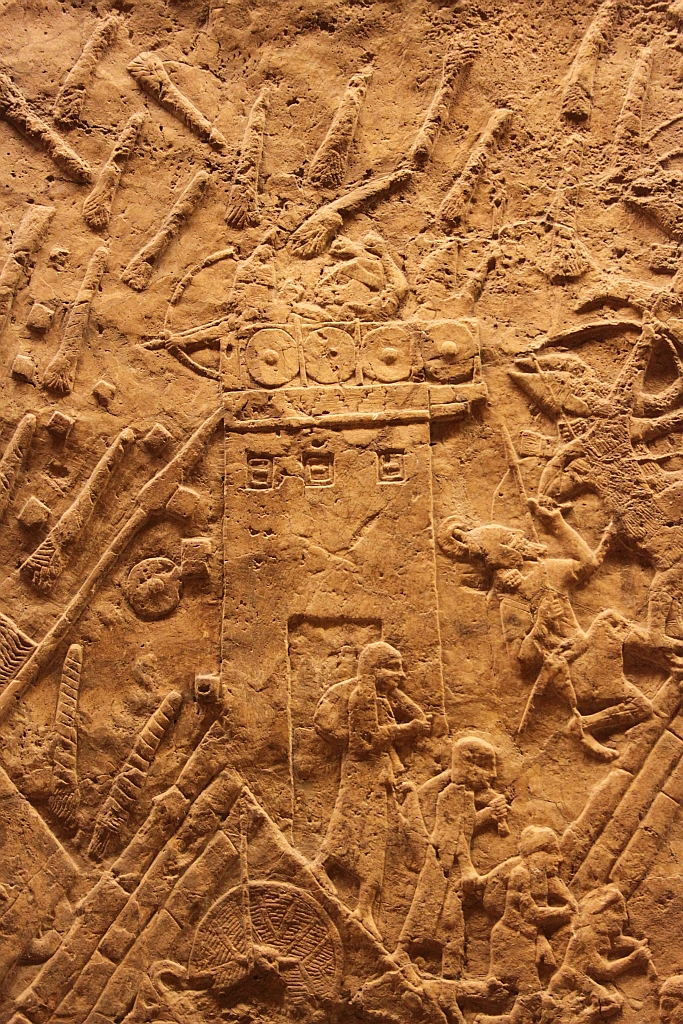
Relieve de una torre de asedio. Museo Británico.

El palacio Sudoccidental de Senaquerib, abreviado palacio Sudoccidental o palacio de Senaquerib fue el palacio principal del rey asirio Senaquerib (705-681 a. C., Sîn-aḫḫe-eriba, neoasirio acadio: Sin-achche-eriba) en Nínive, actual Mosul, en Irak. 
El periodo de construcción se estima entre c. 705 y el 694 a. C. El palacio estaba situado en el extremo suroeste de la ciudadela de Nínive, de ahí su nombre. El palacio se quemó alrededor del 612 a. C. Los restos del palacio fueron descubiertos en 1850.
El palacio que había ordenado construir Senaquerib ) se consideraba particularmente grandioso y sublime, por lo que se le denominaba “el Palacio sin rival”. Cubría una planta de aproximadamente 500 × 240 metros. La muralla de la ciudad tenía 25 metros de altura. El palacio se elevaba sobre la muralla de la ciudad en más de 20 metros. Se han descubierto alrededor de 120 habitaciones durante las excavaciones, otras 100 habitaciones están sin excavar. Alineados en fila, los relieves de piedra del palacio tienen más de tres kilómetros de largo.

## Historia del palacio
Senaquerib fue uno de los reyes asirios más poderosos. Heredó el trono de su padre Sargón II en el año 705 a. C. El Imperio asirio sólidamente asentado, dotado de una eficaz administración y la maquinaria militar más formidable de su tiempo, se había expandido en las décadas anteriores a su acceso al trono y abarcaba los territorios entre Persia y Egipto. Sin embargo, tuvo que guerrear constantemente, principalmente contra el rey de Babilonia, que se había aliado con los elamitas, perdiendo en la campaña a su hijo mayor. Senaquerib, en represalia destruyó la ciudad en el 689 a. C. Invadió también el reino de Judá bajo el rey Ezequías, ayudado por el faraón Taharqa y combatió en Anatolia.
Desde el principio de su reinado, se propuso poner en práctica su proyecto de establecer su gran centro de poder personal en Nínive, abandonando la anterior capital imperial de Dur Sharrukin. La eligió como una refundación de lo ya existente, construyendo y restaurando edificios, calles y murallas, en una especie de programa urbanístico general. Consideró que era el momento adecuado al disponer de grandes cantidades de prisioneros de guerra, fruto de las campañas militares. Los prisioneros trabajaron en las canteras a lo largo del Tigris, excavaron sistemas de canales para suministrar agua a los jardines de Nínive y construyeron una muralla de la ciudad completamente nueva.

### Edificio del palacio
El punto culminante de los esfuerzos de Senaquerib sería construir un nuevo palacio. Se guio por el ejemplo de su padre, que había colocado su monumento en su sede de poder en Dur Sharrukin. Senaquerib vio un mal augurio en continuar usando el palacio de su padre asesinado, por lo que eligió a Nínive como nueva sede del suyo, pero haciéndolo más grandioso. 
Demolió un antiguo palacio, erosionado y arruinado por las inundaciones al estar ubicado junto al río. El área fue inicialmente drenada. Se colocó una base de bloques de piedra caliza para controlar las futuras inundaciones de primavera. Sobre ella se tendió una tarima de adobe secado al sol, que se mezclaba con paja , asegurando así un excelente aislamiento del frío y del calor. Además, este material tenía una vida útil excepcionalmente larga. Levantó sobre esta enorme plataforma preparada "el palacio sin rival", construcción que al no haber sido totalmente excavado presenta problemas de interpretación. Las excavaciones han proporcionado determinada información sobre la construcción del palacio, porque la escritura cuneiforme en tablillas de arcilla confirma las teorías arqueológicas. Existen registros sin lagunas para el período de construcción desde 702-693 a. C.
Los registros en escritura cuneiforme, mostraban en el año 697 a. C. que el complejo medía unos 385 × 212 metros y tenía una altura de 180 capas de ladrillo (unos 22 metros). Con estas dimensiones se estiman alrededor de 107 millones de ladrillos. Otra ampliación entre el 697 y el 693 a. C. extendió el área base a 503 × 242 metros.

### Arquitectura y características
Frente al palacio estaban las puertas de la ciudad y la ciudadela. Sigue el modelo asirio de patios con estancias en sus lados, pero disponiendo los patios a modo de bloques o unidades independientes, alineados con edificios agrícolas, edificios administrativos, alojamientos para la guardia y almacenes. En el centro del complejo, en la colina, existía un templo de Ishtar. La sala del trono, donde el rey celebraba sus audiencias, estaba en un patio. Según los registros: He construido para mi majestad un palacio de oro, plata, bronce, cornalina, brecha, alabastro, marfil, ébano, maderas de Oriente, boj, cedro, ciprés, enebro, sándalo y roble de Sindu. El palacio era una sucesión casi interminable de salones, salones de banquetes, patios soleados, pasillos y cámaras interiores.
El palacio, de más de 45 metros de altura, tenía tres puertas principales con portadas sostenidas por grandes columnas. La base de cada columna estaba hecha de bronce y representaba leones caminando. La técnica de su producción tuvo que desviarse del proceso de moldeo a la cera perdida utilizado tradicionalmente, porque el tamaño de las figuras de leones ya no lo permitía. Los metales líquidos se vertían en moldes y se enfriaban. Otras columnas estaban hechas de madera de cedro del Líbano. Marquetería y superposiciones de oro y plata adornaban las columnas de madera de cedro. Sobre las columnas, capiteles eólicos. Por encima se elevaban almenas de filas de ladrillos vidriados de color azul brillante. La fachada presentaba animales de alabastro con cabeza humana y alas, insignias de seguridad. Se colocaron toros y esfinges en las puertas. Se dice que las vigas del techo se aligeraron tanto que brillaban 'como el día', con herrajes de plata y cobre alrededor, probablemente en forma de frisos.
Como era tradicional en los palacios asirios, la mayor parte de los muros, en patios y estancias del nuevo palacio se recubrieron con  múltiples ortostatos decorados con bellísimos relieves donde se representaban las hazañas que el nuevo rey llevaría a cabo a lo largo de su reinado como difusión de la ideología y símbolo de poder real.

## Desaparición y redescubrimiento
El palacio Sudoccidental de Senaquerib en Nínive fue el centro de poder de los asirios durante más de cincuenta años. Sin embargo, en 612 a. C. el palacio fue saqueado por una coalición enemiga y cayó víctima de las llamas. La plataforma y las paredes de ladrillo sobrevivieron. En 1849, el británico Henry Layard continuó la excavación abortada frente a Mosul y encontró restos de los poderosos palacios de Nínive en el tell Kukunjik. Una parte de los ortostatos fueron descritos y dibujados por el propio arqueólogo. Los muros de los cimientos todavía están enterrados bajo los escombros. La mayoría de los hallazgos han ido a parar al Museo Británico y unos pocos al Museo Metropolitano de Arte.
Ya a principios de la década de 1990, la asirióloga y experta en escritura cuneiforme Stephanie Dalley de la Universidad de Oxford presentó argumentos a favor de la interpretación de que los famosos Jardines Colgantes de Semíramis eran en realidad los jardines del palacio de Senaquerib, que vivió unos 100 años antes que el rey babilónico Nabucodonosor II. Este jardín del palacio en Nínive en el Tigris, fue construido para la esposa de Senaquerib, Tasmetu-Sarrat.